# Normandské vévodství
Normandské vévodství (francouzsky Duché de Normandie) neboli také Normanské vévodství, byl středověký státní útvar existující mezi lety 911 a 1259 na severu dnešní Francie, dnes francouzský region Normandie. Dříve než se stalo francouzskou provincií, bylo ve středověku nezávislým normanským vévodstvím. Je pojmenována podle vikingů, Franky nazývaných Normané, kteří se zde objevili cca v 8. století n. l. Státní útvar zprvu coby Rouenské hrabství vznikl na základě smlouvy mezi západofranským králem Karlem III a vikinským vůdcem Rollem. Rollo výměnou za to, že bude ze strany Západofranské říše uznán jako panovník dobytého území tj. hrabě rouenský, musel přijmout křest a lenní závazky k jejímu králi.
Normandské vévodství se výrazně do povědomí dostalo poté, co normandský vévoda Vilém Dobyvatel v roce 1066 se po dobytí Anglie stal anglickým králem.

## Historie

Územní vývoj hrabství a poté vévodství 911–1050

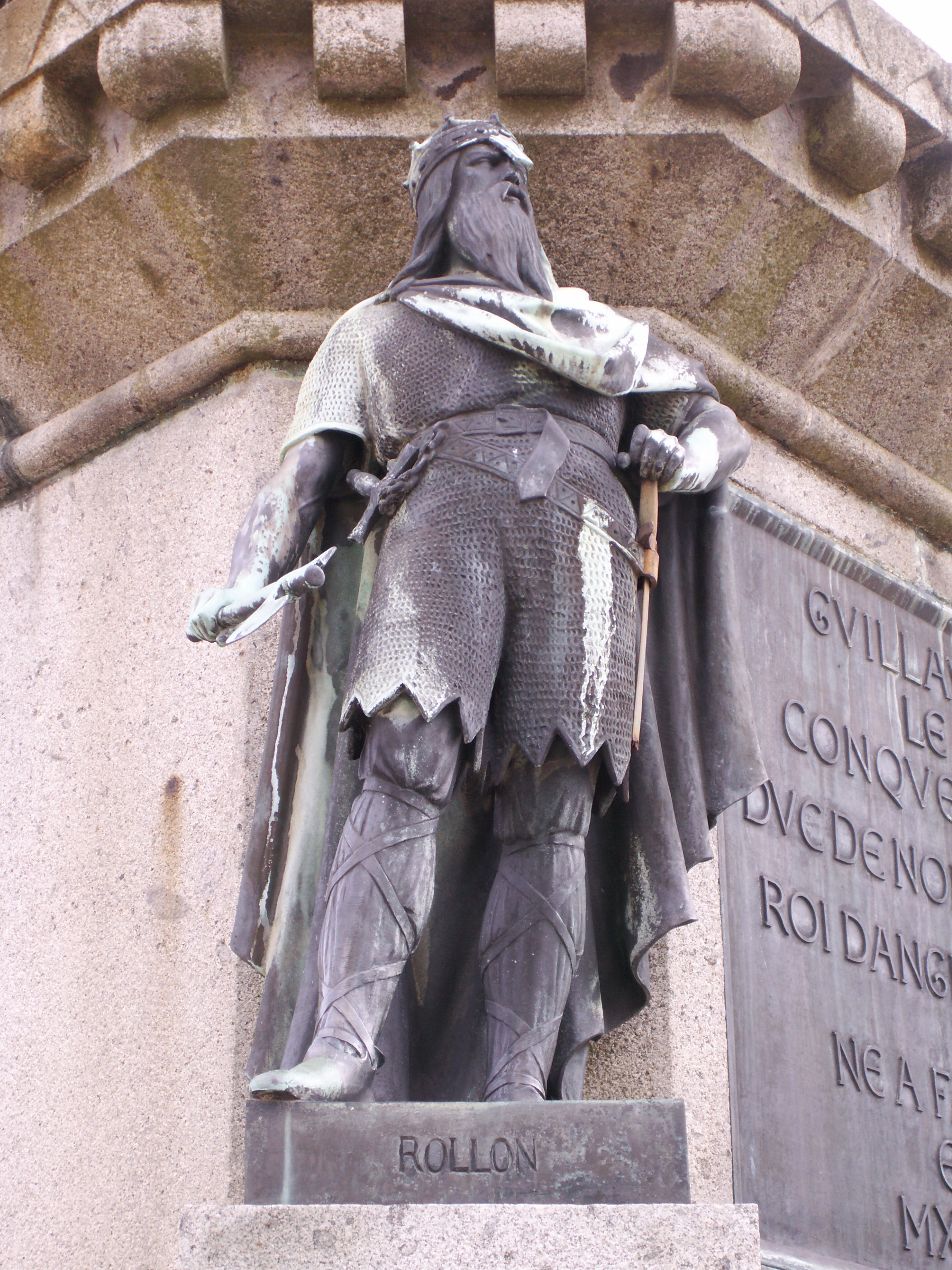
Rollova socha ve Falaise, rodiště Viléma Dobyvatele

Ve starověku se zde nacházelo keltské osídlení, které bylo v letech 58–52 př. n. l. násilně přičleněno k Římské říši. Z tohoto římského období pochází většina dnešních jmen měst a oblastí – Lillebonne, Coutances, Pays de Caux. Po příjezdu Normanů začalo období strachu a strádání. Normané rabovali, ničili a znásilňovali. Častým cílem násilností byly zvláště kláštery se svým nahromaděným bohatstvím. Po čase se začali vikinští válečníci pomalu usazovat, uzavírat s domorodci mír a budovat trvalá panství. Roku 911 západofranský král Karel III. Francouzský porazil normanského vůdce Rolla a důsledkem normanské porážky byla smlouva mezi oběma vládci. Rollo se nechal díky intervenci biskupa z Rouenu pokřtít a uznal Karla III. za svého lenního pána. Na oplátku jím byl jmenován hrabětem rouenským.
| „                 | ... Karel dohnán strachem dal jim k obývání zemi, která, když se uvázali v její držení, podle Normanů obdržela jméno Normandie... | “ |
| — Helmold z Bosau | |   |

Prvním vévodou normanským se stal Richard I. Nebojácný. Normandie příštích skoro 300 let skvěle prosperovala. V 11. století započala výstavba velkých chrámů a katedrál, města jako Rouen či Caen byla rozšířena a opevněna. Další vévoda Vilém Dobyvatel se v roce 1066 po dobytí Anglie stal anglickým králem a postupem času se do Anglie přestěhovalo i centrum normanské moci. Francouzské království se snažilo získat zpět vliv na své léno, což se definitivně podařilo až na konci stoleté války. V roce 1469 Ludvík XI. rozpustil svaz normandských vévodů a udělal z Normandie obyčejnou francouzskou provincii řízenou z Paříže. Normandský vévoda měl titul pair.